# Maurica interrupta
Maurica interrupta là một loài bướm đêm thuộc phân họ Arctiinae, họ Erebidae.